# Deixlfurter See
Der Deixlfurter See ist ein 21 Hektar großer See im Fünfseenland innerhalb der Gemeinde Tutzing im Landkreis Starnberg. Er liegt 110 Höhenmeter oberhalb des Starnberger Sees am nördlichen Rand eines wasserreichen Niedermoors auf einem in der Würmeiszeit entstandenen Moränenhügel.

## Geschichte
Grabhügel aus der Bronzezeit lassen darauf schließen, dass die Gegend um den See bereits sehr früh besiedelt war. Spätere Zeugnisse einer Besiedelung sind die Überreste eines römischen Gutshofes, die sich 200 Meter von seinem westlichen Seeufer entfernt befinden.
Erstmals erwähnt wird der See 1472 in einer Urkunde, die die Übergabe des Schlosses Starnberg mit seinen Ländereien durch den bayerischen Herzog Siegmund an seinen Bruder Albrecht IV. bezeugt. Unter den darin aufgeführten Liegenschaften befindet sich auch „Teichsselfurt“. Im Laufe der Jahrhunderte folgten wechselnde Besitzer, zu denen auch das Kloster Bernried gehörte. Aufgrund der Säkularisation fiel das fischreiche Gewässer 1803 an den bayerischen Staat. 1875 erwarb das Münchner Opernsänger-Ehepaar Heinrich Vogl und Therese Vogl den Deixlfurter See und einen großen Teil der benachbarten Fluren. Unter ihrer Leitung entwickelte sich am Seeufer ein landwirtschaftliches Gut, auf dem Viehzucht und Milchwirtschaft betrieben und 1881 die erste Kartoffelbrennerei Bayerns eröffnet wurde. Durch mehrere Dammbauten entstanden während dieser Zeit sechs neue Weiher, die sich zur Fischzucht eigneten. Die gesamte Seengruppe besteht seitdem von Nord nach Süd aus folgenden Gewässern:
- Langer Weiher 4,7 Hektar
- Resi Weiher 0,02 Hektar (Neuanlage Vogl)
- Johanni Weiher 1,65 Hektar (Neuanlage Vogl)
- Deixlfurter See 21 Hektar
- Barbaraweiher
- Rüdigerweiher 1,23 Hektar (Neuanlage Vogl)
- Clenzeweiher 1,3 Hektar (Neuanlage Vogl)
- Voglweiher 0,6 Hektar (Neuanlage Vogl)
- Cermakweiher 0,75 Hektar (Neuanlage Vogl)

Die ehemaligen Weideflächen des Gutes Deixlfurt wurden 1983 in einen Golfplatz umgewandelt.

## Natur- und Landschaftsschutz
Der Deixlfurter See und die umliegenden Weiher liegen im Landschaftsschutzgebiet Starnberger See und westlich angrenzende Gebiete. Um Schutz und Pflege der Gewässer kümmert sich ein Anglerverein. Besonders beliebt ist der etwas versteckt liegende Deixlfurter See bei Wanderern und Badegästen, die ruhige Naturstrände lieben.

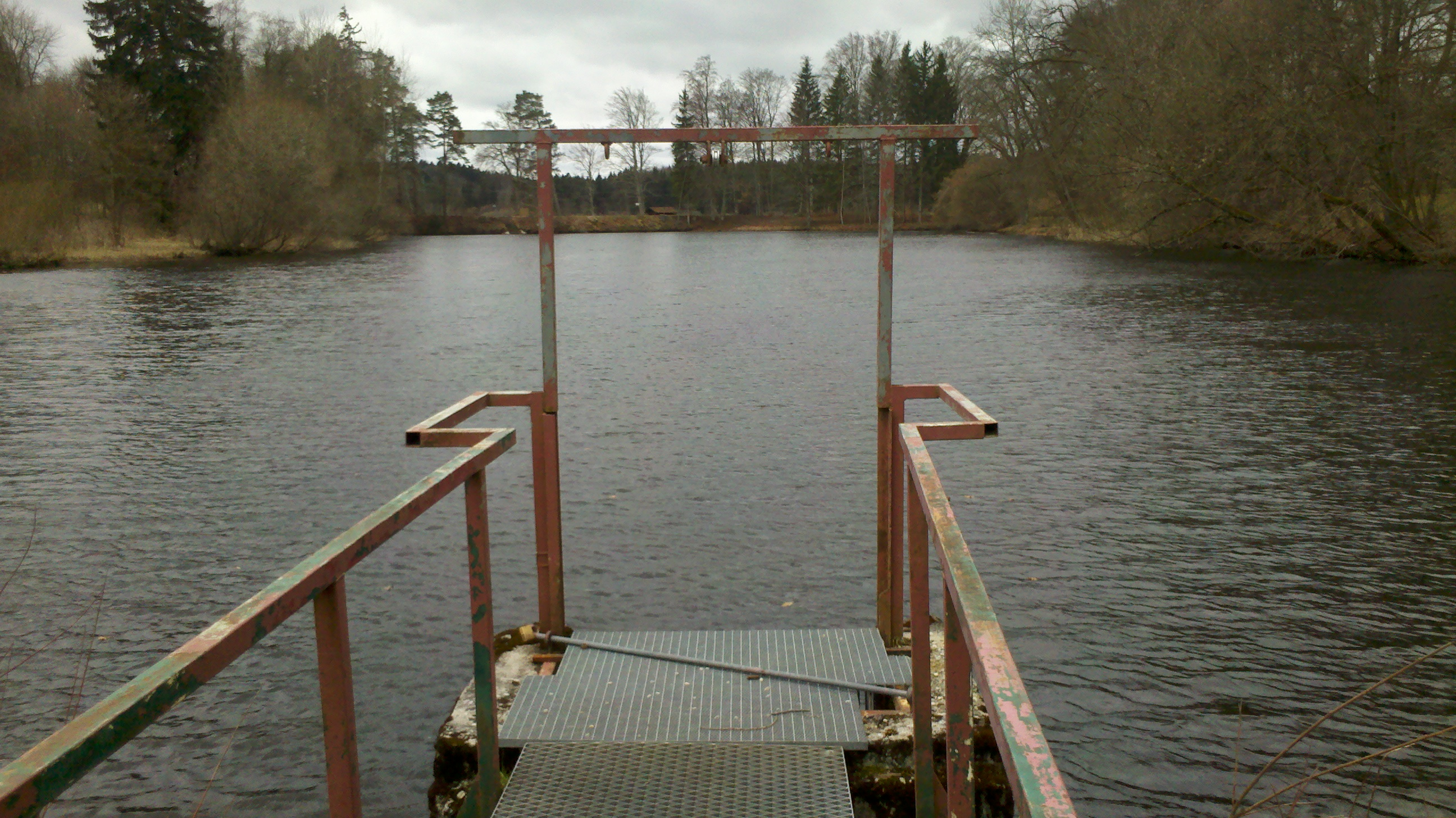
Johanniweiher
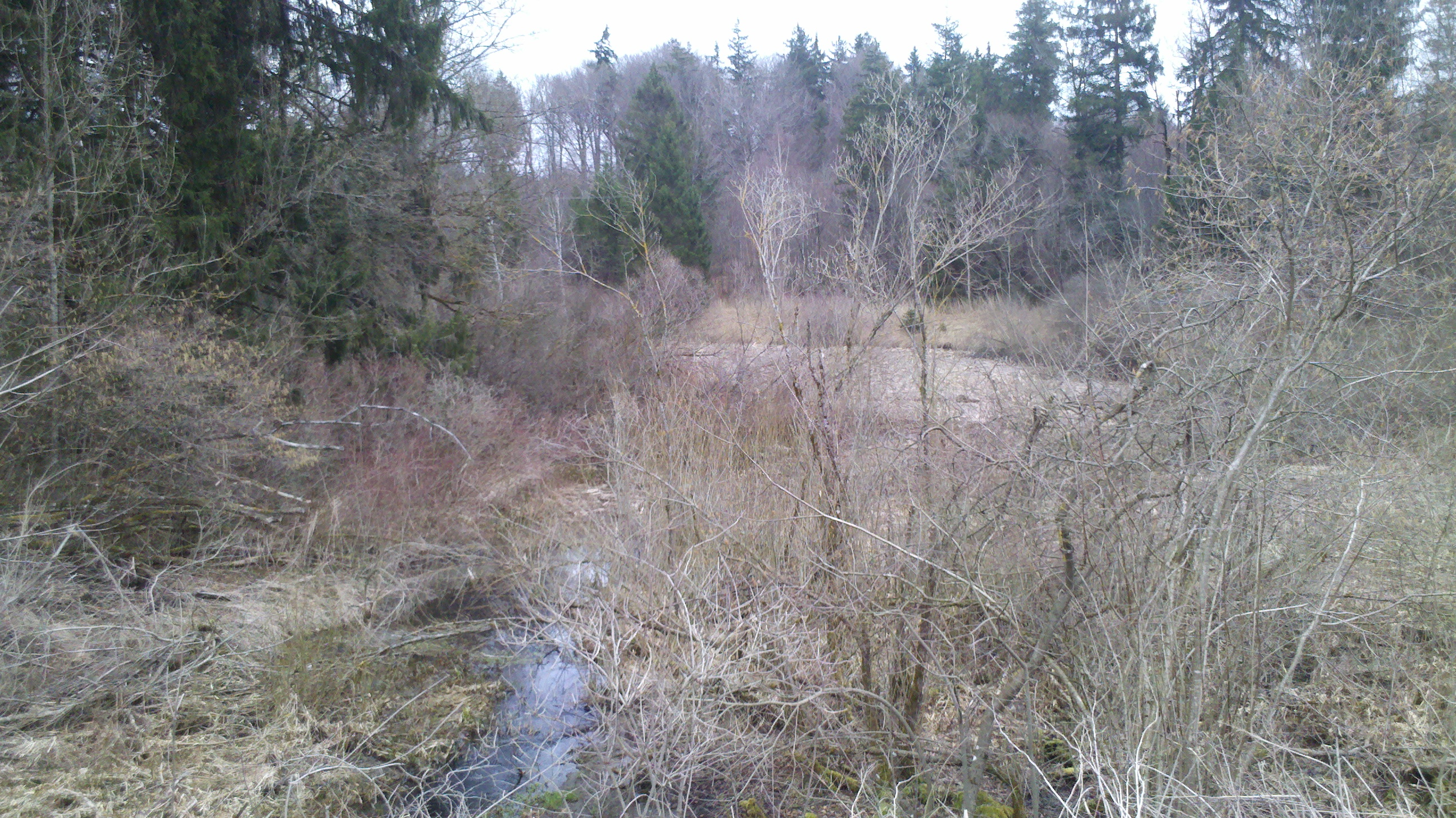
Langer Weiher
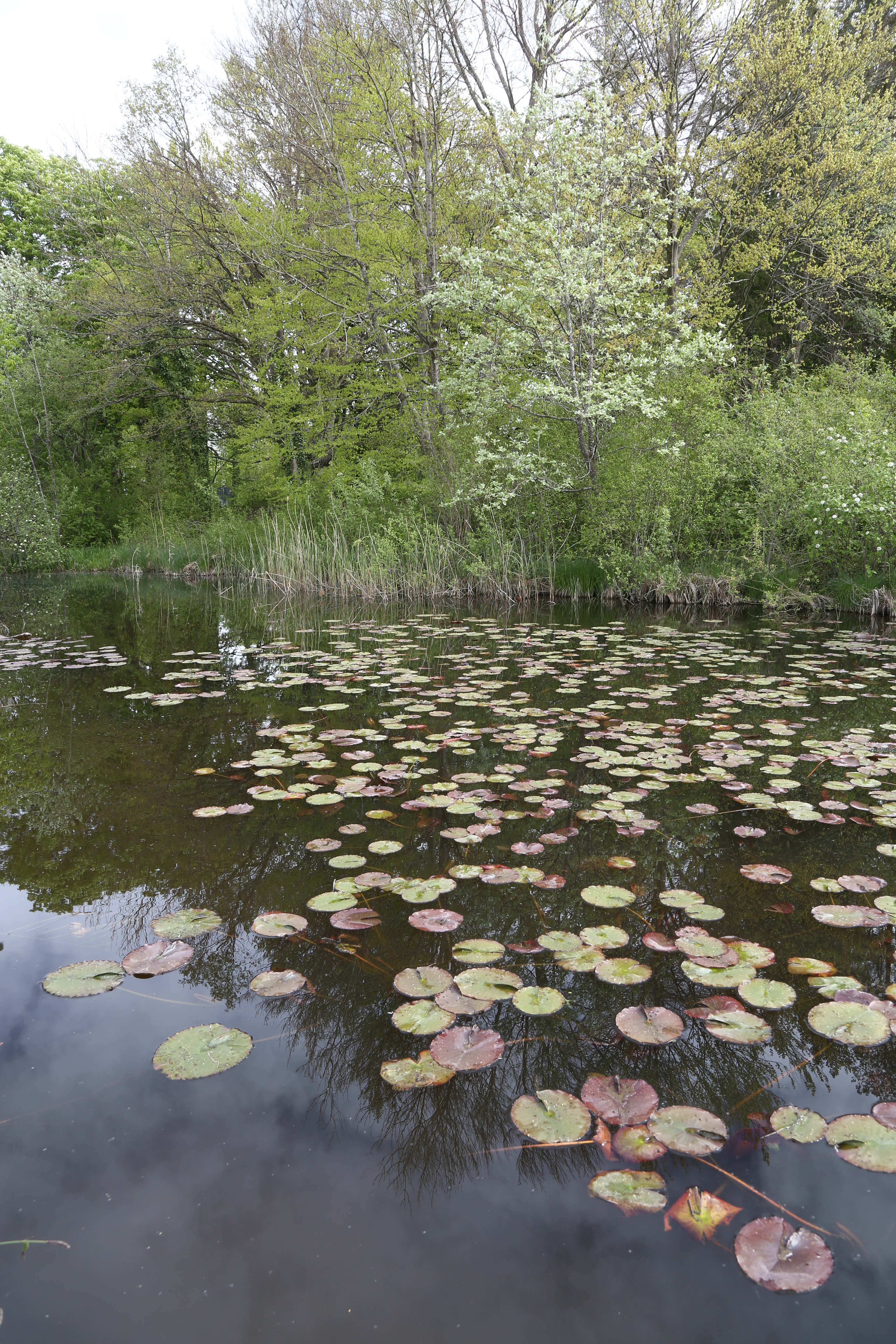
Barbaraweiher
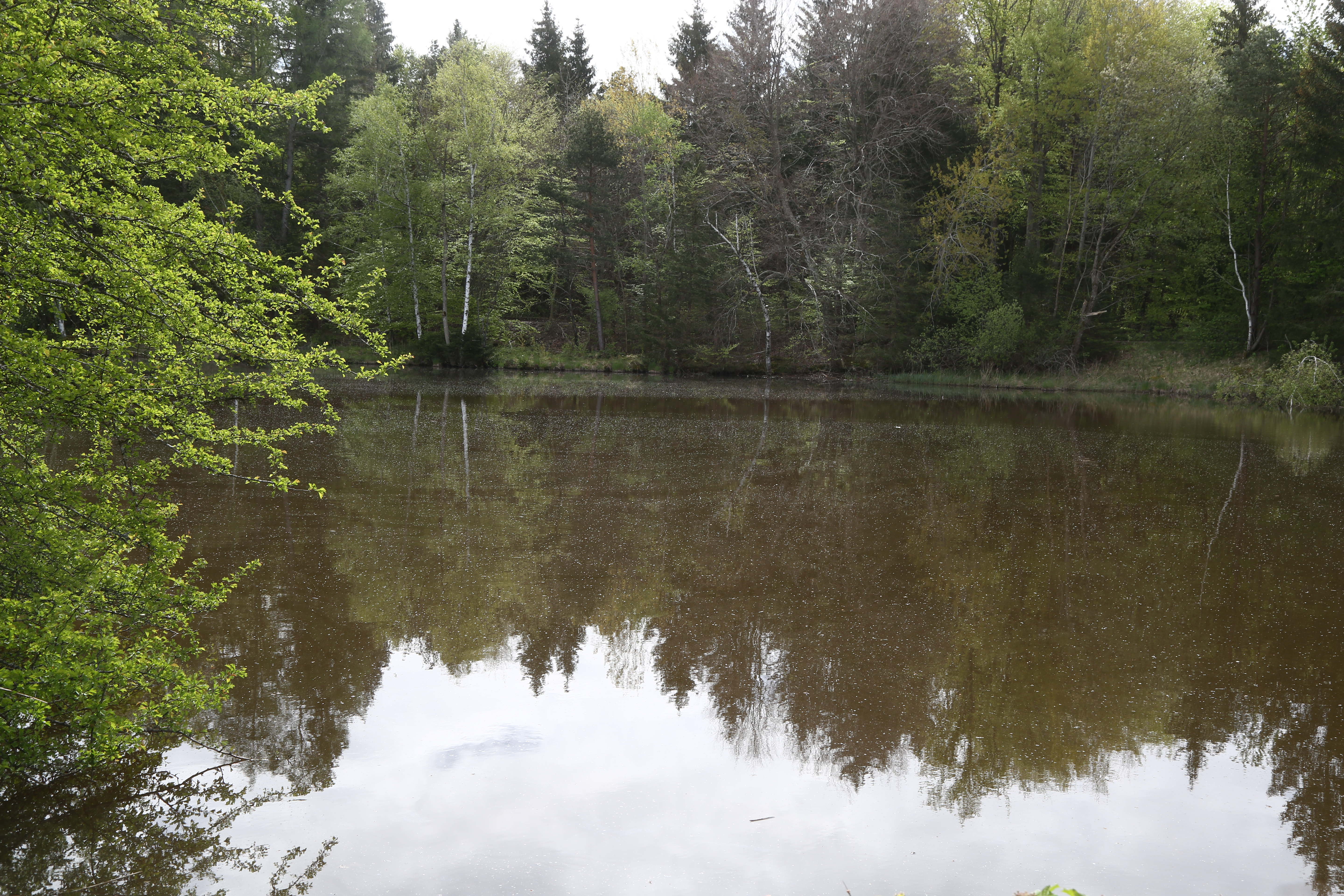
Klenzeweiher
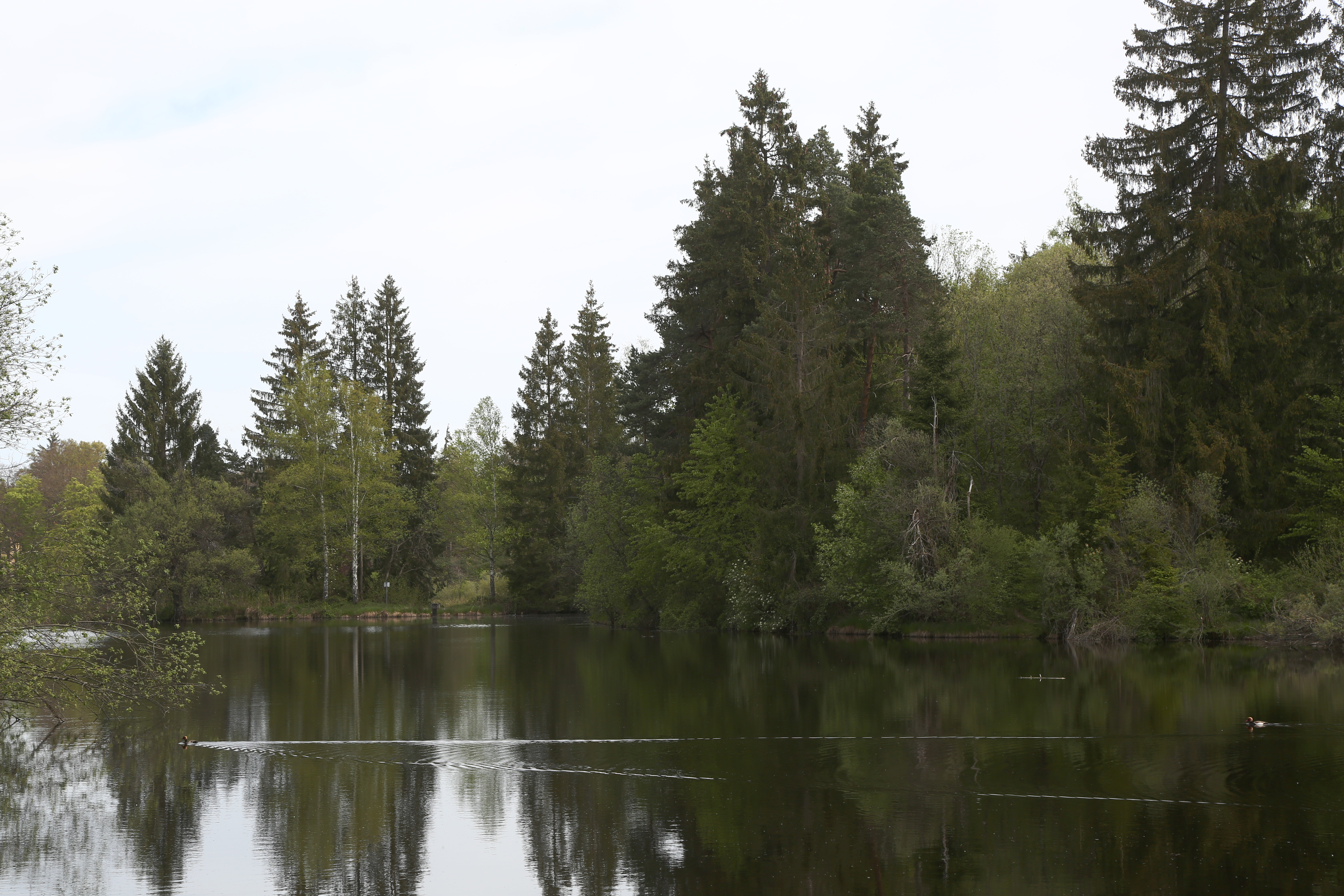
Rüdigerweiher
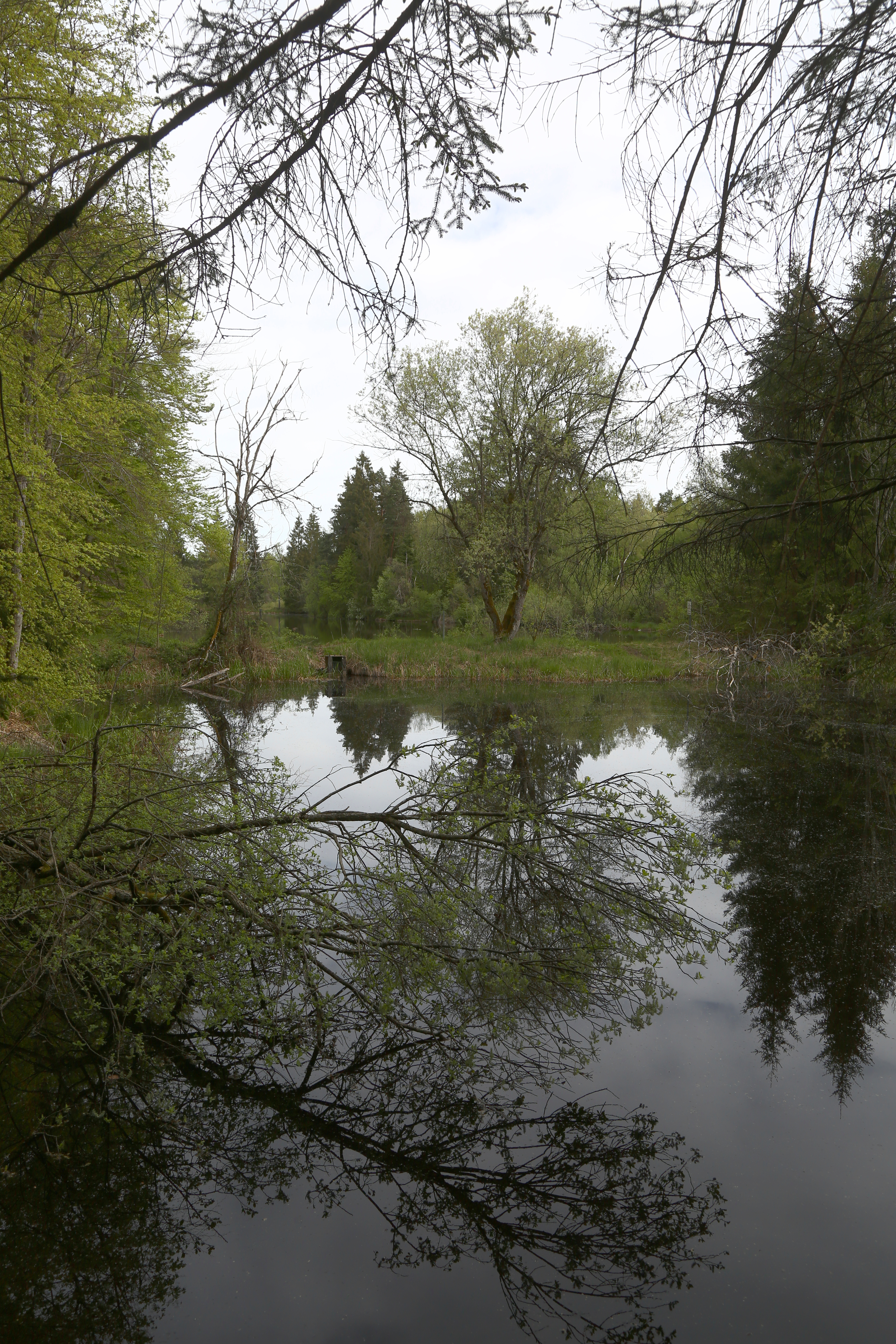
Voglweiher